# Зварковский, Николай Акимович
Николай Акимович Зварковский (1787—1847) — артиллерии генерал-лейтенант, участник Отечественной войны 1812 года.

## Биография
Родился 6 (17) декабря 1787 года в семье коллежского асессора.
В 1809 году произведён в прапорщики, служил в артиллерии. Принимал участие в Отечественной войне 1812 года и в последующих Заграничных походах 1813—1814 годов. За отличие произведён в поручики и 3 июня 1813 года награждён золотой шпагой с надписью «За храбрость».
В дальнейшем продолжил службу в лейб-гвардии 1-й артиллерийской бригаде и в корпусе горных инженеров. В 1818 году произведён в полковники и в 1827 году — в генерал-майоры. 18 декабря 1830 года за беспорочную выслугу 25 лет в офицерских чинах награждён орденом св. Георгия 4-й степени (№ 4424 по кавалерскому списку Григоровича — Степанова). 16 апреля 1841 года получил чин генерал-лейтенанта, был членом, а с 1 января 1843 года — начальником артиллерийского отделения Военно-учёного комитета и одновременно непременным членом Учёного комитета Корпуса горных инженеров.
Умер 21 августа (2 сентября) 1847 года в Санкт-Петербурге, похоронен на Смоленском православном кладбище.
В 1818 году, ещё будучи в чине полковника, перевёл с французского труд, озаглавленный: «Осады и обороны Сарагоссы», в состав которого вошли сочинения барона Ронья и Мануэля Кавальеро об осаде Сарагосы и, в виде приложения, статья генерала Карно, содержащая описание осад городов Сагунта и Нуманции. Удачный перевод одобрен был инженерным ведомством и издан в том же году в Санкт-Петербурге, отмечен критикой, как интересный и ценный в научном отношении труд, а автор его удостоился получить выражение Высочайшего благоволения.

## Награды
- Орден Святой Анны 3-й степени (19.12.1812; после изменения статута ордена в 1815 году считался кавалером 4-й степени)
- Золотая шпага с надписью «За храбрость» (03.06.1813)
- Орден Святого Владимира 3-й степени (25.06.1828)
- Орден Святого Георгия 4-й степени (18.12.1830)
- Орден Святого Станислава 1-й степени (6.12.1833)
- Орден Святой Анны 1-й степени (03.04.1838; императорская корона к этому ордену пожалована 14.04.1840)
- Знак отличия за XXXV лет беспорочной службы (1846)
- Орден Святого Владимира 2-й степени (28.01.1847)
- Прусский орден Pour le Mérite (1813)

## Семья
Его сын, Александр, был полковником.
Дочь Мария (1819—1894) была замужем за генерал-майором Михаилом Никифоровичем Чичаговым; была известна как писательница и музыкант, кроме статей и корреспонденций в разных изданиях, она написала со слов Шамиля, его жен и детей, книгу «Шамиль на Кавказе и в России».
Внук Николай Михайлович Чичагов (1852—1910) — наказной атаман Уссурийского казачьего войска.